# Begonia bonitoensis
Espèce
Synonymes
- Begonia bonitoensis var. bonitoensis[1]

Begonia bonitoensis est une espèce de plantes de la famille des Begoniaceae.
L'espèce fait partie de la section Pritzelia.
Elle a été décrite en 1945 par Alexander Curt Brade (1881-1971).

## Répartition géographique
Cette espèce est originaire du pays suivant : Brésil.

## Liste des variétés
Selon Tropicos (6 février 2017) (Attention liste brute contenant possiblement des synonymes) :
- variété Begonia bonitoensis var. bonitoensis
- variété Begonia bonitoensis var. intermedia Brade